# POI

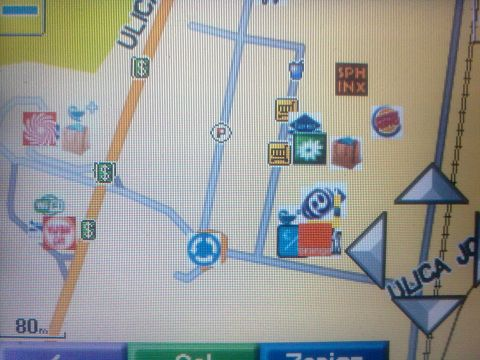
POI на екрані GPS-навігатора Garmin

POI (англ. point of interest, дослівно — «цікаві точки») — географічні об'єкти, відмічені на карті спеціальними позначками.
Зазвичай, ці об'єкти стосуються інфраструктури суспільства, наприклад, магазини, аптеки, заправки, лікарні, банки, готелі, кафе та ресторани, театри, пам'ятки природи тощо.
POI можуть бути створені розробником карти або користувачем («користувацькі об'єкти» або «користувацькі POI»).

## СтруктураPOI
POI обов'язково мають такі ознаки:
- географічні координати (широту та довготу) позначки на карті;
- назву об'єкта або короткий опис місця;
- класифікацію об'єкта, його тип (категорію).

Крім цього, POI можуть включати додаткову контактну інформацію:
- адресу
- номер(и) телефону
- електронну пошту
- сайт
- години роботи та ін.

Як правило, POI розподілені по групах за типом об'єктів (наприклад, «проживання», «харчування», «культура» тощо) та відображаються на карті відповідними тематичними іконками.

## ВикористанняPOI
Навігаційні програми підтримують пошук POI за типом, назвою та/або адресою, тому база POI може використовуватися як довідник під час подорожей. Крім того, у деяких програмах найближчі POI відображаються на карті під час руху за маршрутом.

## КолекціїPOI
Цифрові карти для сучасних GPS-пристроїв частіше за все містять базову колекцію POI для регіону цієї мапи.
Також існують сайти, створені для зберігання, пошуку та розповсюдження POI, завдяки яким користувач може завантажити нові POI до свого пристрою або замінити вже існуючі. Деякі з цих сайтів є загальними; інші спеціалізовані (наприклад джерела, місця відпочинку) або GPS-пристроях (наприклад TomTom/Garmin).
Користувачі пристроїв також можуть створювати власні колекції.
Комерційні POI-колекції, особливо ті, що розповсюджуються разом з цифровими картами, або продають за підпискою, зазвичай захищені правами інтелектуальної власності. Однак існує багато сайтів, з яких можна завантажити безкоштовні колекції POI.